# ToMo K.
ToMo K.（トモ ケー）は、日本で芸能活動を行っている女性シンガーソングライター。血液型はA型。東京外国語大学卒業。別名義のCathy Lau、またユニット.KoMoToMoK.での活動も行っている（.KoMoToMoK.は2007年より活動休止）。

## 概要
コナミデジタルエンタテインメントの音楽ゲーム『pop'n music』シリーズや、ハンゲームのタイピングゲーム『歌謡タイピング劇場』に楽曲を提供をしている。ToMo K.名義では日本語詞の、Cathy Lau名義では中国語・広東語・英語詞の楽曲を作詞・歌唱している。出身地が公表されていない為日本で生まれ育ったのか中国で生まれ育ったのかは不明。ただし出身大学は東京都府中市にある国立大学東京外国語大学と公表されている。

## 人物
外出をすることはあまりなくほとんどの日を家で過ごすことが多い。本人自身「ひきこもりしている」と言う。好きな食べ物は餃子とカレーライス、嫌いな食べ物はにがうり。好きな芸能人は田口浩正と堀北真希。

## 作品
- 和你一起走（アーティスト・作詞・作曲：Cathy Lau／編曲：Q-Mex）
  - アーケードゲーム・PS用ソフト・DC用ソフト『pop'n music 3』収録曲
- 梦想你（アーティスト・作詞・作曲：Cathy Lau／編曲：Cathy Lau、はやP）
  - PS2用ソフト『pop'n music 8』収録曲
- Artemis（アーティスト：.KoMoToMoK.／作詞・作曲：Ariko Shimada／編曲：ToMo K.、水野達也）
  - PS2用ソフト『pop'n music 8』収録曲
- Angel Fish（アーティスト・作詞・作曲：ToMo K.／編曲：ota2）
  - PS2用ソフト『pop'n music 9』収録曲（後にアーケード版へも収録）
- 彼と彼女とわたし（アーティスト・作詞・作曲：ToMo K.／編曲：QIL）
  - ハンゲーム内オンラインゲーム『歌謡タイピング劇場』収録曲
- Perfect Smile（アーティスト・作詞：ToMo K.／作曲・編曲：小園兼一郎）
  - ハンゲーム内オンラインゲーム『歌謡タイピング劇場』収録曲
- 春が来た（アーティスト：ToMo K.）
  - ハンゲーム内オンラインゲーム『歌謡タイピング劇場』収録曲
- London Bridge is falling down（ロンドン橋落ちた）（アーティスト：Cathy Lau）
  - ハンゲーム内オンラインゲーム『歌謡タイピング劇場』収録曲

## 楽曲提供
- Angel／Sana（詞曲提供、アルバム『Sana-mode』収録）
- ALWAYS／新谷さなえ（詞曲提供、アルバム『pop'n music Artist Collection 新谷さなえ』収録）
- ピクニック／Ariko Shimada（詞提供、『歌謡タイピング劇場』収録曲）
- Still in Love／玉樹（詞提供、『歌謡タイピング劇場』収録曲）